# Tonino Guerra

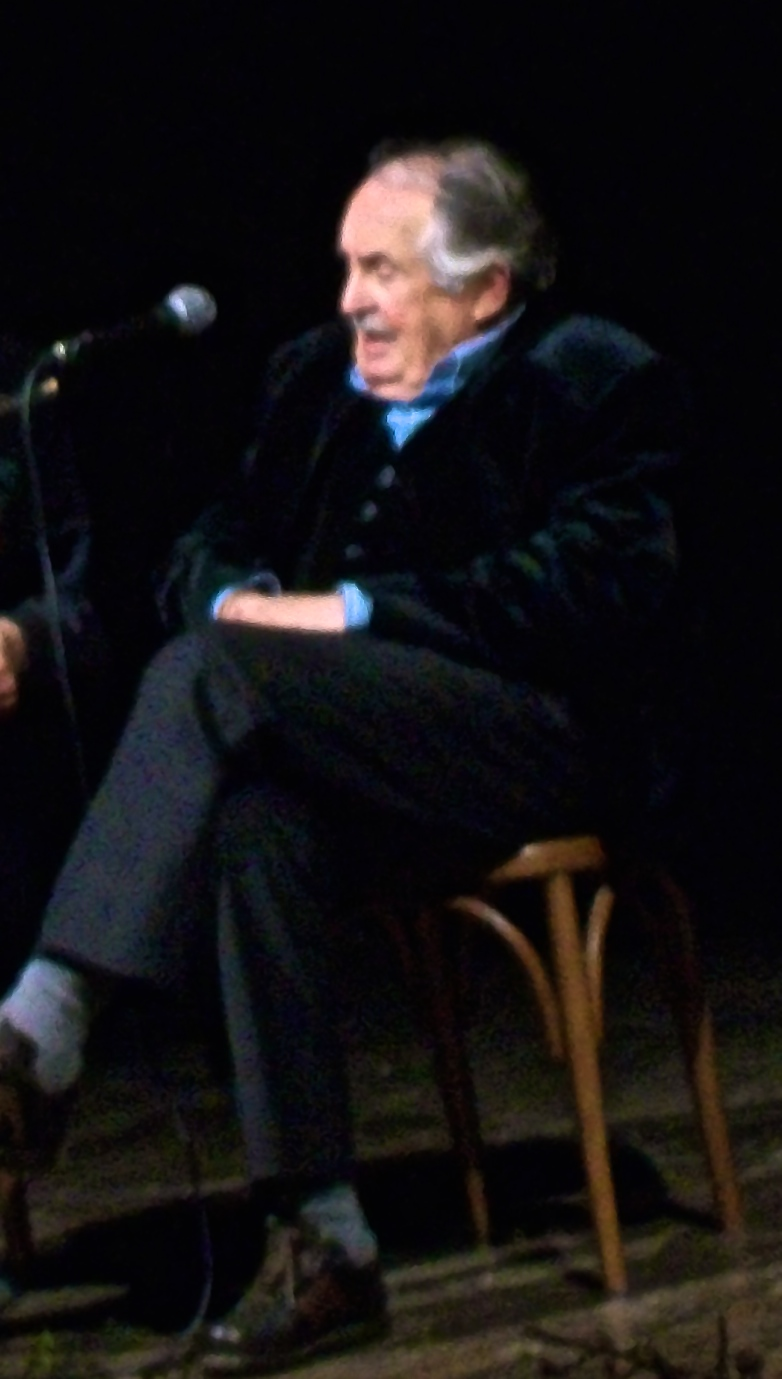
Tonino Guerra (2011)

Antonio „Tonino“ Guerra (* 16. März 1920 in Santarcangelo di Romagna; † 21. März 2012 ebenda) war ein italienischer Lyriker und Drehbuchautor.

## Leben
Tonino Guerra wurde als viertes Kind von Penelope Carabini und Odoardo Guerra geboren. Sein Vater war Fischhändler, seine Mutter Bäuerin. Sie war Analphabetin und er brachte ihr später Lesen und Schreiben bei.

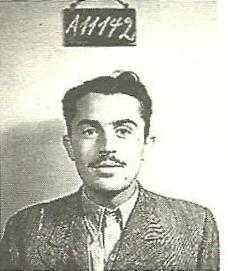
Tonino Guerra als Zwangsarbeiter der Dynamit Nobel in Troisdorf während des Zweiten Weltkrieges.

Tonino Guerra schrieb seine frühen Gedichte in romagnolischem Dialekt während der Haft als Italienischer Militärinternierter in einem Zwangsarbeitslager in Troisdorf. Eine lebenslange Freundschaft verband ihn mit Federico Fellini, die im Film Amarcord mündete, und mit Michelangelo Antonioni. Guerra lebte bis zuletzt als Ehrenbürger in Pennabilli. Er ist der Vater des im Jahr 1961 geborenen Filmmusikkomponisten Andrea Guerra (u. a. Musik zu Hotel Ruanda).
1983 führte Tonino Guerra das erste und einzige Mal Regie, es entstand der Film Tempo di viaggio.

## Auszeichnungen (Auswahl)
Für die Drehbücher von Casanova ’70 (1965), Blow Up (1966) und Amarcord (1973) war Tonino Guerra drei Mal für den Oscar nominiert. 1984 wurde er auf den Internationalen Filmfestspielen von Cannes für das Beste Drehbuch ausgezeichnet (für Die Reise nach Kythera). 2002 erhielt er den Europäischen Filmpreis für sein Lebenswerk. Drei Mal in seiner Karriere konnte er einen David di Donatello gewinnen, sechs Mal erhielt er den Nastro d’Argento für das Beste Drehbuch. 2012 wurde er Ehrenbürger von Ravenna.

## Filmografie (Auswahl)
- 1958: Straße der Leidenschaft (La strada lunga un anno)
- 1960: Die mit der Liebe spielen (L’avventura)
- 1961: Die Nacht (La notte)
- 1961: Trauen Sie Alfredo einen Mord zu? (L’assassino)
- 1962: Liebe 1962 (L’eclisse)
- 1963: I giorni contati
- 1963: Die Nackte (La noia)
- 1964: Die rote Wüste (Il deserto rosso)
- 1964: Hochzeit auf italienisch (Matrimonio all’italiana)
- 1965: Das zehnte Opfer (La decima vittima)
- 1965: Casanova ’70
- 1966: Gideon und Samson (I grandi condottieri)
- 1966: Blow Up (Blow up)
- 1967: Schöne Isabella (C’era una volta …)
- 1968: Der Duft deiner Haut (Amanti)
- 1970: Zabriskie Point
- 1970: Bataillon der Verlorenen (Uomini contro)
- 1970: Sonnenblumen (I girasoli)
- 1973: Amarcord (Amarcord)
- 1974: Lucky Luciano (Lucky Luciano)
- 1976: Die Macht und ihr Preis (Cadaveri eccellenti)
- 1978: Mord in Barcelona (Un papillon sur l’épaule)
- 1979: Christus kam nur bis Eboli (Cristo si è fermato a Eboli)
- 1981: Drei Brüder (Tre fratelli)
- 1983: Nostalghia (Ностальгия)
- 1983: Fellinis Schiff der Träume (E la nave va)
- 1984: Die Reise nach Kythera (Taxidi sta Kythira)
- 1984: Kaos
- 1984: Carmen
- 1986: Ginger und Fred (Ginger e Fred)
- 1987: Good Morning, Babylon (Good Morning, Babylonia)
- 1987: Chronik eines angekündigten Todes (Cronaca di una morte annunciata)
- 1988: Landschaft im Nebel (topio stin omichli, paysage dans le brouillard)
- 1990: Allen geht’s gut (Stanno tutti bene)
- 1991: Der schwebende Schritt des Storches (To meteoro vima tou pelargou)
- 1995: Jenseits der Wolken (Al di là delle nuvole)
- 1995: Der Blick des Odysseus (To Vlemma tou Odyssea)
- 1998: Die Ewigkeit und ein Tag (Mia aioniotita kai mia mera)
- 2005: Der Tanz des Windes (Bab’ Aziz)

## Literarische Werke (in deutscher Übersetzung)
- Der Parallelmensch. Erzählung. Verlag Walter Olten; 1972, ISBN 978-3-530-29700-3.
- Von dreien, die auszogen, sich den Bauch zu füllen. Roman. Wagenbach 1996; ISBN 978-3-8031-1159-3.
- Staubwirbel: Geschichten für eine ruhige Nacht. Erzählungen. Klöpfer und Meyer ; 1996, ISBN  978-3-931402-12-9.
- Lauer Regen. Erzählung. Klöpfer und Meyer ; 1997, ISBN  	978-3-931402-22-8.
- Der Honig. Erzählung. Klöpfer und Meyer ; 1999, ISBN  	 	978-3-931402-35-8.
- Scheuer-Vogel-Traum : ein Lesebuch. Erzählungen. Klöpfer und Meyer ; 2012, ISBN  978-3-86351-026-8.

## Dokumentarfilm
- 1995: Die innere Reise – Tonino Guerra und seine poetischen Orte im Marecchia-Tal, Buch & Regie: Heinz Trenczak, WDR-Fernsehen 11. Juni 1995, 3sat 29. September 2005.

## Nachleben

Texttafel in der Installation „Ort der Erinnerung“

Der Tonino-Guerra-Weg an der Mülheimer Straße in Troisdorf